# Гвардамиљо
Гвардамиљо (итал. Guardamiglio) је насеље у Италији у округу Лоди, региону Ломбардија.
Према процени из 2011. у насељу је живело 2392 становника. Насеље се налази на надморској висини од 46 м.

## Становништво
| 1936. | 1951. | 1961. | 1971. | 1981. | 1991. | 2001. | 2011. |
| ----- | ----- | ----- | ----- | ----- | ----- | ----- | ----- |
| 2.582 | 2.668 | 2.440 | 2.485 | 2.602 | 2.492 | 2.632 | 2.687 |